# Erich Paul Weber
Erich Paul Weber (1860 – 1933) è stato un generale tedesco.
Per il servizio prestato durante la Prima guerra mondiale presso l'Impero ottomano venne soprannominato da turchi Weber Pasha.

## Biografia
Erich Paul Weber, entrato nell'esercito del Reich tedesco nel 1879, ottenne un ruolo di rilievo solo a partire dalla prima guerra mondiale quando, colonnello ed ingegnere militare, venne inviato nel 1914 come parte del contingente guidato dall'ammiraglio von Usedom verso lo Stretto dei Dardanelli per difendere le aree costieri dalle possibili invasioni delle truppe inglesi.
Egli ebbe il comando del 15. Armee Korp nell'area asiatica dallo scoppio della prima guerra mondiale sino al 7 maggio 1915 quando, per ordine del generale von Sander, venne nominato comandante delle truppe nell'area meridionale dell'Europa durante i primi giorni della Battaglia di Gallipoli.
Il 6 agosto 1915 prese effettivamente il comando delle truppe presso Gallipoli e partecipò alle battaglie del 9 e 24 maggio di quell'anno, ottenendo poi l'unione col 3. Armee Korp alla 5. Armee dal 4 maggio dell'anno successivo.
Dopo aver preso parte ad altri scontri tra cui la Battaglia di Zigindere del 28 giugno-3 luglio 1915 al comando del 2. Armee-Korp di riserva, riuscì a fare nuovamente carriera dal momento che il generale responsabile della missione in Turchia, Liman von Sanders, si trovava in contrasto col turco Faik Pasha, secondo gran maestro dei massoni turchi ed eroe nazionale dei Balcani, preferendo così di gran lunga porre al fianco degli alleati turchi dei soldati tedeschi. Il conflitto si acuì ulteriormente in quanto von Sanders era intenzionato a permettere agli inglesi di sbarcare sulle coste turche per poi distruggerli sulla terraferma, mentre gli ufficiali turchi non intendevano permettere lo sbarco britannico a Gallipoli, preferendo ingaggiare una battaglia navale.
In questo panorama Weber supportò a sorpresa i turchi, costringendo von Sanders a nominare Faik Pasha capo della spedizione; questi attaccò gli inglesi con grandi perdite di uomini e navi e venne quindi dopo poco licenziato da von Sanders, venendo rimpiazzato da Weber.
Poco prima della Seconda battaglia di Kerevizdere dell'8 luglio 1915 Weber venne dimesso dal proprio incarico e venne inviato sul fronte occidentale ove prese parte alla Battaglia di Verdun in Francia nel 1916 con la 50. divisione, contribuendo anche alla cattura del forte di Vaux. Dal novembre del 1916 al novembre del 1918 ebbe il comando della 9. Divisione. Dopo la caduta del Reich, nel 1920 ottenne il comando della 2. Reichswehr-Brigade di stanza a Stettino e venne messo in riserva.
Essendo impegnato nelle relazioni militari e diplomatiche con l'Impero Turco, Weber ottenne nel 1915 di trasferirsi in oriente con tutta la famiglia: qui sua figlia Ingeborg si innamorò e sposò l'allora ufficiale di marina Karl Dönitz, divenuto nell'ambito del Terzo Reich l'uomo prescelto da Adolf Hitler a succedergli come Fuhrer dopo la resa della Germania nel 1945.